# 1908–1909-es Challenge Kupa
Az 1908–1909-es Challenge Kupa volt a sorozat kilencedik kiírása, három év kihagyás után. Az FTC lett a kupa első (és egyetlen) nem osztrák győztese. A klub abban az évben minden lehetséges trófeát megnyert: magyar bajnokság, Ezüstlabda (ötödik győzelmével végleg elhódítva), Húsvéti Serleg, Corinthian Díj, Challenge Kupa.
A döntőt megnyerő csapat összeállítása: Fritz – Kucsera, Manglitz – Weinber, Bródy, Gorszky – Gerstl, Weisz, Koródy, Schlosser, Szeitler.

## Mérkőzések

### Ausztria

#### Negyeddöntő
| 1909. április 4. |

| Rudolfshügel | 0–1 | FAC |
| ------------ | --- | --- |
|              |     |     |

|  |

| 1909. április 12. |

| Vienna Cricket FC | 1–1 | First Vienna FC |
| ----------------- | --- | --------------- |
|                   |     |                 |

| Bécs |

| 1909. május 9. |

| SK Rapid Wien | 0–2 | Germania |
| ------------- | --- | -------- |
|               |     |          |

|  |

| 1909. május 9. |

| Wiener SC | 3–1 | Viktoria |
| --------- | --- | -------- |
|           |     |          |

|  |

##### Megismételt mérkőzés
| 1909. április 18. |

| First Vienna FC | 0–3 | Vienna Cricket FC |
| --------------- | --- | ----------------- |
|                 |     |                   |

| Bécs |

#### Elődöntő
| 1909. május 16. |

| Germania | játék nélkül | Vienna Cricket FC |
| -------- | ------------ | ----------------- |
|          |              |                   |

|  |

A Germania nem állt ki a mérkőzésre, a Vienna Cricket FC jutott tovább.
| 1909. május 23. |

| FAC | 0–3 | Wiener SC |
| --- | --- | --------- |
|     |     |           |

|  |

#### Döntő
| 1909. május 30. |

| Vienna Cricket FC | 0–3 | Wiener SC |
| ----------------- | --- | --------- |
|                   |     |           |

| Bécs |

### Csehország

#### Első kör
| 1909. március 28. |

| Teplitzer FK | 5–1 | Sturm Prag |
| ------------ | --- | ---------- |
|              |     |            |

|  |

#### Elődöntő
| 1909. április 4. |

| Teplitzer FK | 5–2 | Deutsche Sportbrüder Prag |
| ------------ | --- | ------------------------- |
|              |     |                           |

|  |

| 1909. május 9. |

| DSV Troppau | 3–0 | DFC Brünn |
| ----------- | --- | --------- |
|             |     |           |

|  |

#### Döntő
|  |

| Teplitzer FK | játék nélkül | DSV Troppau |
| ------------ | ------------ | ----------- |
|              |              |             |

|  |

A DSV Troppau és a DFC Brünn csapatát kizárták jogosulatlanul szereplő játékosok miatt, a Teplitzer FK jutott tovább.

### Magyarország (Húsvéti Serleg)
Magyarországon ebben az évben a Húsvéti Serleg nevű torna jelentette a kvalifikációt a Challenge Kupa bécsi döntőjére. Az 1907–1908-as bajnokság első két helyezettje automatikusan részt vehetett, a 3. és 4. helyezettek selejtezőt játszottak. Mellettük egy német csapat is vendégszerepelt.

#### Selejtező
| 1909. április 7. |

| BTC | 3–1 | MAC |
| --- | --- | --- |
|     |     |     |

| Budapest |

#### Körmérkőzés
| 1909. április 10. |

| MTK | 1–0 | BTC |
| --- | --- | --- |
|     |     |     |

| Budapest |

| 1909. április 10. |

| FTC | 4–1 | VfB Leipzig |
| --- | --- | ----------- |
|     |     |             |

| Budapest |

| 1909. április 11. |

| FTC | 1–1 | BTC |
| --- | --- | --- |
|     |     |     |

| Budapest |

| 1909. április 11. |

| MTK | 4–0 | VfB Leipzig |
| --- | --- | ----------- |
|     |     |             |

| Budapest |

| 1909. április 12. |

| BTC | 1–2 | VfB Leipzig |
| --- | --- | ----------- |
|     |     |             |

| Budapest |

| 1909. április 12. |

| MTK | 1–2 | FTC |
| --- | --- | --- |
|     |     |     |

| Budapest |

A torna végeredménye:
| #  | Csapat      | M | Gy | D | V | Rg | Kg | P |
| -- | ----------- | - | -- | - | - | -- | -- | - |
| 1. | FTC         | 3 | 2  | 1 | 0 | 7  | 3  | 5 |
| 2. | MTK         | 3 | 2  | 0 | 1 | 6  | 2  | 4 |
| 3. | VfB Leipzig | 3 | 1  | 0 | 2 | 3  | 9  | 2 |
| 4. | BTC         | 3 | 0  | 1 | 2 | 2  | 4  | 1 |

### Nemzetközi szakasz

#### Középdöntő
A nem bécsi osztrák induló Grazer AK és a cseh győztes között.
| 1909. május 30. |

| Grazer AK | játék nélkül | Teplitzer FK |
| --------- | ------------ | ------------ |
|           |              |              |

|  |

A Grazer AK visszalépett, a Teplitze jutott tovább.

#### Elődöntő
| 1909. május 31. |

| Wiener SC | 1–0 | Teplitzer FK |
| --------- | --- | ------------ |
|           |     |              |

| Bécs |

#### Döntő
| 1909. június 13. |

| FTC                     | 2–1   | Wiener SC |
| ----------------------- | ----- | --------- |
| Weisz 34' Schlosser 54' | (1–0) | ? 53'     |

| Hohe Warte, Bécs |